# Henry Rapoport
 (mai 2025).
Si vous disposez d'ouvrages ou d'articles de référence ou si vous connaissez des sites web de qualité traitant du thème abordé ici, merci de compléter l'article en donnant les références utiles à sa vérifiabilité et en les liant à la section « Notes et références ».
Henry Rapoport (16 novembre 1918 - 6 mars 2002) est un chimiste organicien et professeur de chimie à l'Université de Californie à Berkeley. Il est reconnu pour son travail dans le développement de la synthèse chimique de composés et de produits pharmaceutiques biologiquement importants.

## Biographie
Henry Rapoport obtient un bachelor en chimie en 1940, une maîtrise en chimie en 1941 et un doctorat en chimie organique en 1943, chacun du Massachusetts Institute of Technology. Il travaille ensuite chez Heyden Chemical Corporation et les National Institutes of Health pendant plusieurs années. En 1946, il devient professeur à l'UC Berkeley où il reste pour toute sa carrière. En 1989, il prend sa retraite mais poursuit ses recherches en tant que professeur émérite jusqu'à sa mort d'une pneumonie en 2002.
Il est particulièrement connu pour la synthèse totale de médicaments hétérocycliques et de produits naturels, notamment les porphyrines, la camptothécine, la saxitoxine, les psoralènes, les antibiotiques, les composés antitumoraux et les alcaloïdes de l'opium tels que la morphine, la codéine et l'hydromorphone. Ses recherches aboutissent à la publication de plus de 400 articles et 33 brevets. Ses découvertes constituent la base scientifique de nombreuses entreprises que Rapoport aide à démarrer, notamment HRI Research, HRI Associates, Advanced Genetics Research Institute, Cerus Corporation, ChemQuip et Oncologic.
En son honneur, l'UC Berkeley crée la chaire Henry Rapoport Endowed Chair in Organic Chemistry, actuellement détenue par John F. Hartwig (en). Daniel E. Levy dédie son livre Arrow Pushing in Organic Chemistry: An Easy Approach to Understanding Reaction Mechanisms à Henry Rapoport.

## Source de la traduction
- (en) Cet article est partiellement ou en totalité issu de l’article de Wikipédia en anglais intitulé « Henry Rapoport » (voir la liste des auteurs).